# محمد إبراهيم مبروك
محمد إبراهيم مبروك (1943 - 2014)، هو كاتب ومترجم مصري. ويُصنف الأستاذ محمد إبراهيم مبروك ككاتب فلسفي وكشاعر أيضا. يُعد أحد المبدعين في مجال الترجمة في مصر والعالم العربي، بدأ مسيرته الأدبية بكتابة القصة القصيرة، وعندما نشر أولى قصصه القصيرة، ولكن محمد إبراهيم مبروك هرب من الزهو بالاحتفاء وترك الإبداع بعد مجموعة قصصية وحيدة هي «عطشى لماء البحر»، والتى صدرت عام 1984، وقرر أن يتعلم اللغة الإسبانية بعد إطلاعه على أعمال «ماركيز»، ويتفرغ لترجمة أدب أمريكا اللاتينية. وأبدع حقا في هذا المجال. فترجم أعمالًا قصصية للعديد من كتاب أمريكا اللاتينية ومنهم: «بورخيس، لوجونيس، إيزابيل الليندي، خيرار دو ماريا، إييار جنجوتيا.

## حياته
ولد عام 1943 بمحافظة المنوفية درس في كلية الآداب، واعتقل في مارس عام 1967 قبل أن يكمل الثالثة والعشرين من عمره، وتعرّض لتعذيب شديد في سجن «ليمان طره».، بسبب إنخراطه في التنظيمات اليسارية المعارضة للنظام الناصري، له دور مؤسس في التكريس للسياسة المصرية الجديدة من بين كتاب جيل الستينات منذ أن نشر قصته «نزف صوت صمت نصف كاتب جريح» التي احتفى بها الكاتب الراحل يحيى حقي عند نشرها لأول مرة بمجلة «المجلة»، في القصة القصيرة في الستينات كما لا يمكن تجاوز دوره في تأسيس مجلة «جاليري 68» التي كان أحد أعلامها إلى جانب دوره في تأسيس مجلة «النديم».

## وفاته
توفي يوم السبت 8 نوفمبر 2014، بعد صراعة مع المرض، بمستشفى المعادى العسكرى، بكورنيش النيل. عمر يناهز 71 عامًا.

## من مؤلفاته
- «عطشى لماء البحر»، (صدرت 1984).
- كتاب: «نقد الليبرالية واستعباد الشعوب».
- كتاب: «الإسلام الليبرالي: بين الإخوان المسلمين والوسطيين والعلمانيين».
- كتاب: «جمال البنا والإسلام على الطريقة الأمريكية».

### ترجمة
- قدّم إلى المكتبة العربية الكاتبة المكسيكية أمبارو دافيلاا، عبر مجموعتين قصصيتين هما: «حين تقطّعت الأوصال» و«أشجار متحجّرة»، (ونشرتا ضمن «سلسلة الجوائز» التي تصدرها «الهيئة العامة المصرية للكتاب»).
- كما قدّم مجموعات مختارة من قصص الأدب الهسباني، منها:
  - «رقص الطبول» (2009)
  - «الروح الحلوة لدون داميان» (2012)
  - «بيت مسكون» (2013)

وضمّت قصصاً لأبرز كتاب أميركا اللاتينية، كالأرجنتينيين خورخي لويس بورخيس وخوان رولفو وخوليو كولدثار، والتشيلية إيزابيل الليندي، والدومنيكاني خوان بوش، والبرتغالي إيسادي كيروز، والجواتيمالي أوغستو مونتيروسو.. وآخرين.

## وصلات خارجية
- صفحة كتبه على موقع كودريدرز goodreads.com